# HOXD13
HOXD13‏ (Homeobox D13) هوَ بروتين يُشَفر بواسطة جين HOXD13 في الإنسان.